# Якутский лук
Якутский лук принадлежит к северному типу лука, распространённому среди коряков, чукчей, ительменов, юкагиров и ненцев.

## Особенности и устройство
Отличием якутских луков от остальных северных народов служило большее количество деталей, применяемых при изготовлении лука. Размер лука зависел от роста его хозяина. Основными материалами для изготовления лука служили: берёза, лиственница, рог, берёста. Склеивание компонентов делалось с помощью рыбного клея. Иногда спинка лука обклеивалась тонким слоем жил, но это применялось, видимо, редко. По-якутски лук называется ох саа или кураахтаах саа. Кураах — изгиб на конце лука. Кибить (сгибаемая часть лука) — чаачар, рукоятка — тутаах, концы лука — муос, тетива — кирис, стрела с тупым деревянным или костяным наконечником (для охоты на пушного зверя и птицу) — оноҕос, стрела с железным наконечником — ох, оперение стрелы — куорсун.
Длина стрелы составляла 70-80 см, небольшая длина стрелы, видимо, объясняется близким расположением тетивы к древку лука. Оперение было трёхсторонним и достигало середины стрелы. В основном для оперения стрелы применялись перья хищных птиц. Так как тетива располагалась близко к древку лука, для защиты руки от удара тетивы на большой палец руки, держащей лук, надевалась небольшая костяная пластина — дапсы.
Для переноски стрел использовался колчан — кэhэх, саадах, колчан для лука (налучник) назывался куонньалык. Куонньалык состоял из двух половин — верхней и нижней. Обе половинки полностью покрывали лук и таким образом использовались при хранении, переноске или при непогоде.
Якутский лук северного типа в основном использовался для охоты на всевозможную дичь.